# フランシスコ・カブラル
フランシスコ・カブラル（Francisco Cabral、 1529年 - 1609年4月16日）は戦国時代末期の日本を訪れたイエズス会宣教師。カトリック教会の司祭。日本布教区の責任者であったが、当時のポルトガル人冒険者の典型のような人物で、日本人と日本文化に対して一貫して否定的・差別的であったため、巡察師アレッサンドロ・ヴァリニャーノに徹底的に批判され、解任された。

## 生涯
スペイン系貴族の子としてアゾレス諸島のサンミゲル島に生まれたカブラルは、コインブラで学び、インドで軍人として働いていたときにイエズス会と出会った。1554年に入会したが、すでに高等教育を受けていたため、1558年には司祭に叙階されている。インド各地で要職を歴任したのち、コスメ・デ・トーレスの後継者として日本に派遣された。1570年（永禄13年）6月、天草志岐に到着。同行した会員の中にはニェッキ・ソルディ・オルガンティノもいたが、前年度に手違いからインド管区長代理の権限がカブラルとオルガンティノに重複してしまい、これが原因で両者は諍いを起こしていた。2人の対立は日本でも尾を引くことになる。
日本到着後、ただちに日本布教区責任者となったカブラルは、志岐で宣教会議を行い、今後の宣教方針を決定した。そこでカブラルの指摘した問題点は、「日本においてイエズス会員が絹の着物を着ているのは清貧の精神に反している」ということであった。前任者トーレスは日本においては身なりや服装がきちんとしていない人物は軽蔑されるという事実にかんがみて、宣教師たちにあえて良い服を着ることを奨励していたが、着任早々のカブラルはそういった事情は考慮していなかった。
トーレスはフランシスコ・ザビエルと同じように、日本人の資質を高く評価し、宣教師たちにヨーロッパ風でなく日本文化に根ざした生活スタイルを求めた。これを「適応主義」というが、トーレス時代の布教の成功はこの方針による部分が大きかった。しかし、カブラルはこの適応主義を真っ先に否定した。彼は元来インドに赴任した軍人であり、ヨーロッパ中心主義という同時代人の制約を超えることができなかった。カブラルは頑固で短気として知られていたが、学究熱心でもあり、ヨーロッパ文化とイエズス会を代表するエリートだった。カブラルの目から見れば、アジア人である日本人は低能力な民族であり、布教においても宣教師を日本文化に合わせるより、「優れた」ヨーロッパ式を教えこむことのほうが日本人にとって良いと考えていた。
カブラルはさらにジョアン・デ・トーレス、ケンゼン・ジョアンと呼ばれた2人の日本人伝道士を従えて、戦乱続く畿内へ視察に赴いた。堺ではすでに活動していたオルガンティノとロレンソ了斎の出迎えを受け、足利義昭との会見に成功した。さらにルイス・フロイスを伴って向かった岐阜では織田信長の知己を得て、その庇護を受けることに成功した。フロイスによれば、このときカブラルは眼鏡をかけていたが、岐阜の市民の間に「伴天連は目が四つある」といううわさが広まり、岐阜城の門前は「四つ目」を見ようと集まった群衆で大騒ぎになっていたという。
1573年（天正元年）にはカブラルは山口へ足を伸ばした。そこはトーレスが1556年（弘治2年）に訪れてから誰も宣教師が訪れていなかった地域であったので、信徒の大歓迎を受けた。九州に戻って大友宗麟に洗礼を授けたのもカブラルであった。宗麟は若き日に出会ったザビエルへの追憶としてフランシスコの洗礼名を選んだ。
一見、順調に進んでいるかのようであったイエズス会の布教活動だったが、カブラルの方針によって日本人信徒と宣教師たちの間に溝ができつつあった。カブラルは日本語を不可解な言語として、宣教師たちに習得させようとせず、日本人に対してもラテン語もポルトガル語も習得させようとしなかった。それは、日本人がそれらを理解し宣教師たちが話している内容がわかるようになると宣教師を尊敬しなくなる、という理由からだった。さらに日本人が司祭になる道も閉ざしていた。
1579年（天正7年）、総長の名代として日本を訪れた巡察師アレッサンドロ・ヴァリニャーノは、九州においてカブラルから日本人が布教に適していないという悲観的な報告を受けて衝撃を受けた。カブラルは止めたが、ヴァリニャーノはあきらめきれずに畿内へ視察に赴いた。畿内においてヴァリニャーノは多くの優れたキリスト教徒たち、キリシタンの武将たちに会って感激し、日本布教区の問題点が実はカブラルにあるのではないかと考え始めた。
視察を終えたヴァリニャーノはカブラルの宣教方針を完全に否定し、（カブラルが禁じた）日本人司祭の育成、日本布教区と本部との連絡通信の徹底、トーレスの適応主義の復活を指示した。ヴァリニャーノはトーレスの日本文化尊重の姿勢を絶賛し、宣教師が日本の礼儀作法を学ぶことの重要性を指摘している。
カブラルはヴァリニャーノを逆に非難したが、結果として1581年（天正9年）に布教責任者の立場を解任された。カブラルの後任にはガスパール・コエリョが任命され、日本地区が準管区に昇格したため、初代準管区長となった。
1583年（天正11年）に日本を離れてマカオに去ったカブラルは、後にインドのゴアに移り、同地で1592年から1597年までインド管区長をつとめた。1609年4月16日、ゴアで死去。

## 日本人観
カブラルが日本人を評した言葉に以下のようなものがある。
| 私は日本人ほど傲慢、貪欲、不安定で、偽装的な国民は見たことがない。…日本人は悪徳に耽っており、かつまた、そのように育てられている |

カブラルと対立したヴァリニャーノの記述によれば、カブラルは日本人を黒人とみなすなど、以下のような言動をとっていた。
| カブラルは、日本人を黒人で低級な国民と呼び、その他、侮蔑的な表現を用いた。かれはしばしば日本人にむかい、「とどのつまり、おまえたちは日本人(ジャポンイス)だ」というのがつねで、日本人に対して、日本人が誤った低級な人間であることを理解させようとした |

## 派生作品
- 小説「カブラルの赤ワイン」山本兼一『ジパング島発見記』(集英社 2009/7/3)に収録。